# Habsburg–Lotaringiai Ferenc Ferdinánd osztrák–magyar trónörökös
Ferenc Ferdinánd (teljes nevén Ferenc Ferdinánd Károly Lajos József Mária, németül: Franz Ferdinand Karl Ludwig Joseph Maria; Graz, Ausztria, 1863. december 18. – Szarajevó, Ausztria–Magyarország, 1914. június 28.), Habsburg–Lotaringiai-házból származó osztrák–magyar trónörökös, főherceg. 1914-es szarajevói meggyilkolása az első világháborút kirobbantó eseménynek tekinthető.
Ferenc Ferdinánd volt Károly Lajos főherceg legidősebb fia, I. Ferenc József császár és király unokaöccse. Rudolf trónörökös 1889-ben, majd Károly Lajos 1896-ban bekövetkezett halála után lett az osztrák–magyar trón várományosa. Chotek Zsófia udvarhölggyel való szerelmi viszonya konfliktust okozott a császári családon belül, 1900-ban csak azt követően engedélyezték rangon aluli házasságukat, hogy a főherceg lemondott jövőbeni gyermekei trónörökléshez való jogáról.
Ferenc Ferdinánd nagy befolyással bírt a Császári és Királyi Hadseregre, politikai elképzeléseiben pedig szerepelt a Nagy-ausztriai Egyesült Államok létrehozása is.  1914. június 28-án feleségével együtt merénylet áldozata lett Szarajevóban, az elkövető a szerb nacionalista Gavrilo Princip, az Ifjú Bosznia szervezet tagja volt. A trónörökös meggyilkolása a júliusi válsághoz vezetett, ami előidézte a Monarchia hadüzenetét a Szerb Királyság ellen, amely folyamat végül az első világháborúvá eszkalálódott.

## Élete

### Származása, testvérei
Ferenc Ferdinánd 1863. december 18-án született Graz városában. Édesapja Habsburg–Lotaringiai Károly Lajos főherceg (1833–1896) volt, Habsburg–Lotaringiai Ferenc Károly főherceg (1802–1878) és Zsófia Friderika bajor királyi hercegnő (1805–1872) fia, I. Ferenc József császár és király öccse.
Édesanyja Mária Annunciáta nápoly–szicíliai királyi hercegnő (Principessa Maria Annunciata di Borbone della Due Sicilie, 1842–1871) volt, II. Ferdinánd nápoly–szicíliai király (1810–1859) és Mária Terézia Izabella főhercegnő (1816–1867) leánya, Károly Lajos főherceg második felesége. Szülei házasságból négy gyermek született:
- Ferenc Ferdinánd főherceg (1863–1914), 1896-tól trónörökös
- Ottó Ferenc József főherceg (1865–1906), a „szép Ottó”, akinek fia, Károly lett a Monarchia utolsó uralkodója
- Ferdinánd Károly Lajos főherceg (1868–1915), később felvett polgári nevén Ferdinand Burg
- Margit Zsófia főhercegnő (1870–1902), aki Albrecht württembergi királyi herceghez ment feleségül

Ferenc Ferdinánd féltestvérei, apjának harmadik házasságából, amelyet a Bragança-házból való Mária Terézia portugál infánsnővel (1855–1944) kötött:
- Mária Annunciáta főhercegnő (1876–1961), aki Prágában a Hradzsini Szent Teréz kolostor főapátnője lett.
- Erzsébet Amália főhercegnő (1878–1960), aki Aloys (Alajos) von und zu Liechtenstein herceghez ment feleségül, az ő fiuk lett II. Ferenc József, Liechtenstein uralkodó hercege.

### Ifjúkora

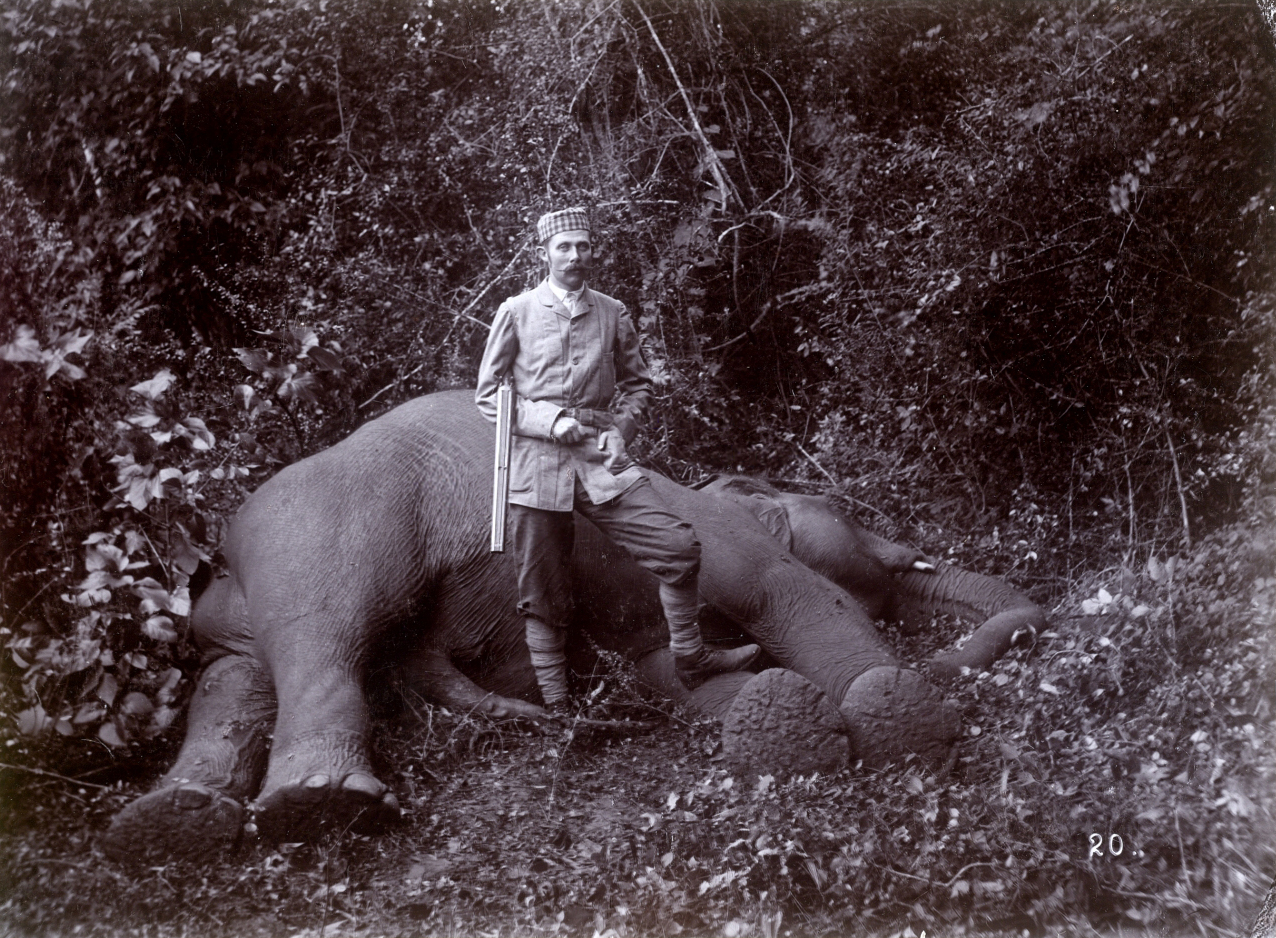
„Első elefántom”, Ferenc Ferdinánd egy elejtett elefánt előtt Ceylonban, 1893. január 11-én, a világ körüli útja során

1875-ben, 12 éves korában, császári nagybátyja beleegyezésével felvette az Este hercegi családnevet is, mivel ezzel vehette át elhunyt unokabátyjának, V. Ferenc modenai uralkodó hercegnek a jelentős örökségét. Ezzel a Monarchia egyik legvagyonosabb emberévé vált. Hivatalos teljes neve így németül: Franz Ferdinand Karl Ludwig Josef von Habsburg-Lothringen, Erzherzog von Österreich-Este, magyarul: Habsburg–Lotaringiai Ferenc Ferdinánd Károly Lajos József Mária, Habsburg–Estei főherceg lett.
1878-ban megkezdte katonai kiképzését, ugyanebben az évben megkapta az Aranygyapjas rendet. Áprilistól hadnagyi rangban a 32. gyalogezrednél (a budapesti háziezrednél, a „harmincketteseknél”) szolgált. 1883-tól Felső-Ausztriában, a 4. (Albrecht főherceg) dragonyosezredhez (Dragonerregiment) vezényelték, majd 1885-ben századossá léptették elő. 1888-ban a 102. cseh gyalogezredben szolgált, majd 1889-ben a 9. huszárezred ezredesévé léptették elő, és a soproni 19. gyalogezred tulajdonosává nevezték ki. Katonai szolgálati ideje során többször is súlyosan megbetegedett tüdőbajban (édesanyja is ebben a betegségben vesztette életét 1871-ben). A betegség miatt 1895 őszén aktív katonai szolgálatát, vezérőrnagyi rangban átmenetileg meg is kellett szakítania. Orvosai tanácsára 1892–93-ban kíséretével együtt világ körüli utazást tett a „Kaiserin Elisabeth” torpedóromboló fedélzetén. Útja Triesztből Indiába, Indonéziába, Ausztráliába, Japánba, Kanadába és Észak-Amerikába vezetett. Az út során szerzett tapasztalatait és benyomásait „Világ körüli utam naplója” („Tagebuch meiner Reise um die Erde”) című könyvében foglalta össze (1895-ben Bécsben kiadta Alfred Hölder).
1895-ben és 1896-ban a téli hónapokat gyógyfürdőkben töltötte Egyiptomban, és – sokak várakozásával szemben – kigyógyult betegségéből. Unokaöccsének, Rudolf koronahercegnek 1889. január 30-án Mayerlingben elkövetett öngyilkossága után Ferenc Ferdinánd édesapja, Károly Lajos főherceg, a császár legidősebb öccseként az Osztrák–Magyar Monarchia trónörököse lett. Az apa 1896. május 19-én bekövetkezett halála után Ferenc Ferdinánd főherceg lett a birodalom trónörököse. 1897-ben a 7. dzsidásezred tulajdonosává nevezték ki, majd 1899-ben lovassági tábornokká léptették elő. 1899. március 29-én a császár kinevezte a haderő főfelügyelőjének, ugyanebben az évben a kassai 6. tüzérezred tulajdonosa lett. 1900-ban Berlinben képviselte Ferenc József császárt, és kitüntették a porosz Fekete Sas-renddel. Szintén ő képviselte a császárt 1901-ben Viktória brit királynő temetésén, majd 1902-ben VII. Eduárd brit király koronázásán (és a temetésén is, 1910-ben). 1902-ben a császár tengernaggyá is kinevezte. Az Osztrák Tudományos Akadémia tiszteletbeli tagjává választotta.

### Politikai szerepe

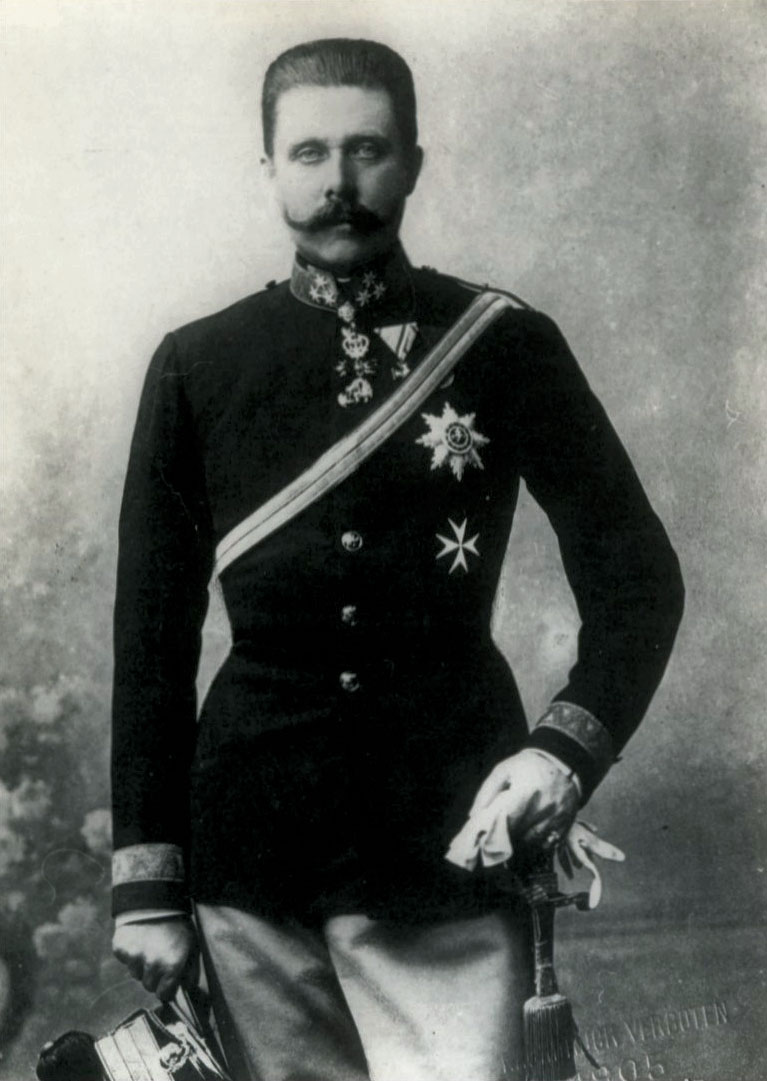
Ferenc Ferdinánd 1905-ben

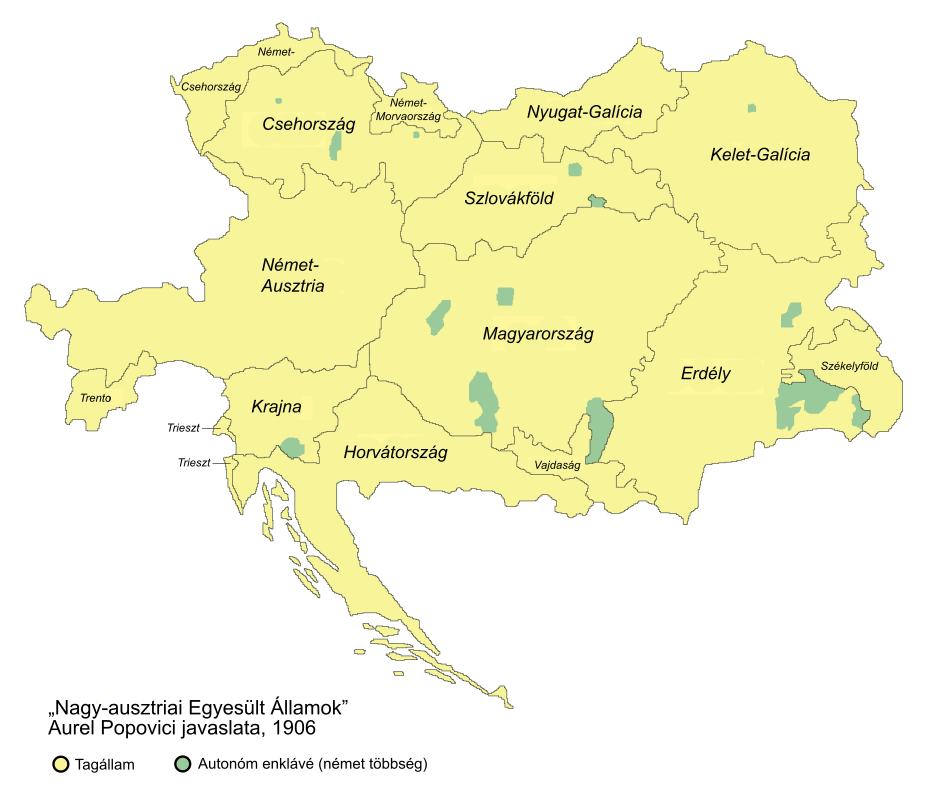
A főherceg által tervezett trialista államalakulat, a Nagy-ausztriai Egyesült Államok szövetségi államai

Trónra lépése után Ferenc Ferdinánd II. Ferenc császár néven szándékozott uralkodni. Törekvései közé tartozott a Monarchia haderejének korszerűsítése és megerősítése. Fontos politikai terve volt a dualista kormányzati rendszer átalakítása trializmussá, azaz Ausztria és a Magyar Királyság kétoldalú kiegyezésének három oldalúvá bővítése, a Birodalom szláv népeiből képzett tömb részvételével. Erre a szerepre tudatosan készült, annak ellenére, hogy Ferenc József őt sem kívánta bevonni az uralkodói feladatokba ugyanúgy, ahogy korábban fiát, Rudolf trónörököst is távol tartotta ezektől. Bár Ferenc Ferdinándnak hivatalosan sosem volt szerepe a Monarchia politikai vezetésében, mégis aktív részese volt a császári politikának. Ezért rezideált a bécsi Belvedere kastélyban, tanácsadói testületével, az 1908-ban alakított „kis katonai hivatallal” együtt, amely hamarosan komoly politikai központtá nőtt, Alexander Brosch von Aarenau ezredes vezetésével. A csoport minden fontos tagja a magyar vezető hatalom ellenfele volt, így Alexandru Vaida-Voevod román politikus, Milan Hodža szlovák politikus és Ottokar Theobald Czernin gróf, cseh arisztokrata. Ferenc Ferdinándot követte Kristóffy József korábbi magyar belügyminiszter is, aki az általános választójog magyarországi bevezetéséért harcolt. A trónörökös természetesen nem volt demokrata, Kristóffy tervét pusztán eszköznek tekintette, amellyel a függetlenséget képviselő magyar uralkodó osztály erejét megtörheti. Tudatosan távol tartotta magától a magyar függetlenségi irányzat vezetőit, Tisza Istvánt és ifj. Andrássy Gyulát.
Ezen reformok Horvátország, Bosznia és Dalmácia egyetlen birodalomrésszé való egybefoglalásán alapultak. Ez szemben állt a Szerb Királyság azon érdekeivel, hogy egy szerb vezetésű, egyesített délszláv királyságot hozzon létre. A trialista állam terve és az erről folyó nyilvános, éles sajtóviták felszították a szerbek gyűlöletét Ferenc Ferdinánd és a Habsburgok ellen. A másik oldalon, az osztrák–magyar polgárság és nemesi osztályok között fokozódott a szerb-gyűlölet („Serbien – muß sterben”, vagy „Megállj, megállj, kutya Szerbia”). A gyűlöletkampányt mindkét oldalon a kormányzatok által ellenőrzött sajtó is szította. A trializmus az első lépés lett volna az Aurel Popovici által is javasolt szövetségi állam, a Nagy-ausztriai Egyesült Államok megvalósításának irányában. Ez az átalakítás, egyebek mellett, államjogilag megszüntette volna a Magyar Királyság és Horvátország unióját, amely az 1867-es osztrák–magyar kiegyezés egyik meghatározó eleme, és az 1868-as magyar–horvát kiegyezés alapköve volt. Törekvései a magyar uralkodó osztály érdekeit súlyosan sértették, terveit Magyarországon ellenségesen fogadták, magyargyűlölőnek tartották. Tény, hogy a főherceg eltökélt szándéka volt a Magyar Királyság 1867-ben rögzített alkotmányos különállásának megszüntetése, és a magyar állam betagolása a szövetségi államrendszerbe, amelyben az uralkodónak erős központi irányító szerepet szánt. A trónörökös veszélyes ellenséggé vált a magyar udvari körökben. Reformjai sok hatalmasságot kizökkentettek volna ügyeik megszokott, kényelmes rendjéből. Tartottak tőle a magyar, de legfőképpen a szerb nacionalisták is.
Ferenc Ferdinánd azt is elérte, hogy Franz Conrad von Hötzendorf grófot, akit I. Ferenc József császár 1911-ben azért váltott le a birodalmi vezérkari főnök tisztségéből, mert megelőző háborút készített elő Szerbia ellen, 1912-ben ismét kinevezték beosztásába. Mindazonáltal Ferenc Ferdinándot úgy értékelik, hogy ellensége volt mindenféle átgondolatlan katonai „odacsapásnak”, és el akarta kerülni a háborút az Orosz Birodalommal, „nehogy a cár és a császár egymást trónjukról kölcsönösen letaszítsák, szabad utat engedve a forradalomnak”. Reformtervei és rangon aluli, morganatikus házassága ellenére Ferenc Ferdinánd soha nem tudott népszerű egyéniséggé válni. Ebben valószínűleg része volt kevéssé megnyerő személyiségének is. Karl Kraus osztrák író, aki rokonszenvezett a főherceggel, így fogalmazott: „Er war kein Grüßer” (kb. „Nem volt nyájas senkivel sem.”). Rendkívül elutasító volt a kultúra mindenféle újdonságával, fejleményével szemben. Ezen nézetei tovább rontották az amúgy sem pozitív megítélését.

### Merénylet Szarajevóban
Bővebben: Szarajevói merénylet

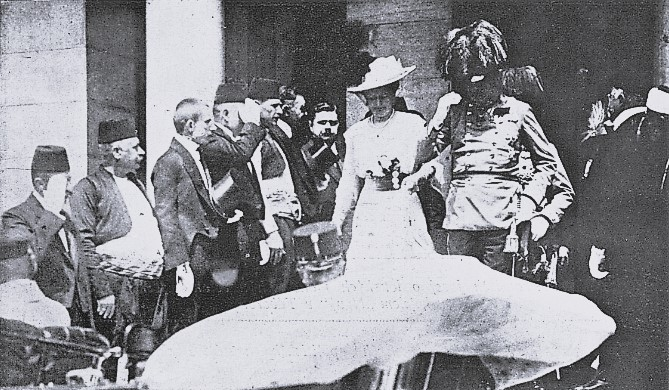
A főherceg és felesége Chotek Zsófia nem sokkal a merénylet előtt 1914. június 28-án, Szarajevóban

Június 28-a, a rigómezei csata emléknapja Szerbiában nemzeti gyásznap. 1389-ben ezen a napon a törökök szétverték Lázár szerb király hadseregét, és ezzel megszűnt a középkori Szerb Királyság. A szerbek súlyos provokációnak érezhették, hogy Ferenc Ferdinánd főherceg éppen ezen a napon tesz hivatalos látogatást Boszniában, amit az Osztrák–Magyar Monarchia csak nemrégiben annektált. A szarajevói utazás hivatalos célja a k. u. k. csapatok ott folyó hadgyakorlatának szemlézése volt, Oskar Potiorek táborszernagynak, a tartomány főnökének és katonai kormányzójának meghívására. A bosnyák földalatti szervezet, a „Mlada Bosna”, együttműködve a „Fekete Kéz” szerb terrorszervezet tagjaival, erre az alkalomra merényletsorozatot készített elő. A gyilkosság tervéről a szerb kormány is tudott, hiszen Apis, a „Fekete Kéz” titkos szervezet vezetője valójában Dragutin Dimitrijević ezredes volt, a szerb katonai titkosszolgálat tisztje. Potiorek tábornok hanyagsága miatt a biztonsági intézkedéseket elhanyagolták. A főherceg tervezett útvonalán hat felfegyverzett merénylő állt készenlétben. Egy elhibázott bombamerénylet után a 20 éves Gavrilo Princip két pisztolylövéssel meggyilkolta a gépkocsijában ülő trónörököst és az akkori feltételezés szerint állapotos feleségét.

### A merénylet következményei
A közös ügyekért felelős császári és királyi minisztertanács üléseinek jegyzőkönyveiből kitűnik, hogy az Osztrák–Magyar Monarchia a Szerb Királyságot háborúval akarta megrendszabályozni, egyszer s mindenkorra. 1914. július 23-án a Monarchia egy igen kemény hangú, 48 órás ultimátumot intézett Szerbiához, amelyben – többek között – azt követelte, hogy a szerb kormány azonnal szüntesse be az Osztrák–Magyar Monarchia területi integritása ellen folyó akciókat és propagandatevékenységet, és olyan hivatalos bírósági eljárásban tisztázza a merénylet hátterét, amelyben a Monarchia tisztviselői is részt vesznek. Az ultimátumot szándékosan úgy fogalmazták, hogy azt egészében egyetlen szuverén állam se fogadhassa el. Az ultimátum formailag nem is volt ultimátumnak tekinthető, mert (még) nem fenyegetett háborúval, csak a diplomáciai kapcsolatok megszakításával. Ez olyan finom részlet volt, amelyre Leopold von Berchtold gróf, a közös külügyminiszter különös hangsúlyt fektetett. A szerb kormány a megadott határidőn belül válaszolt az ultimátumra, de azt nem „feltétel nélkül” fogadta el. Végül az Osztrák–Magyar Monarchia, a Német Császárság ösztönzésével és támogatásával 1914. július 28-án hadat üzent a Szerb Királyságnak. Az akkori nagyhatalmi szövetségi rendszerekből következően ez a lépés kirobbantotta az első világháborút.
Ferenc Ferdinánd halála után legidősebb öccsének, Ottó főhercegnek az elsőszülött fia, Károly főherceg lett az Osztrák–Magyar Monarchia trónörököse. I. Ferenc József császár 1916. november 21-én bekövetkezett halála után ő lett I. Károly néven Ausztria császára, és IV. Károly néven Magyarország királya, és egyben az Osztrák–Magyar Monarchia utolsó uralkodója.

### Temetése
A holttesteket a Neretva torkolatától az SMS Viribus Unitis hajóval Triesztbe szállították, majd vonattal tovább Bécsbe. A tisztikarnak megtiltották, hogy a halotti szerelvénynek tisztelegjenek, ami kisebb felháborodást váltott ki. A temetés visszafogott volt, rövid ideig ravatalozták fel a testeket. A ceremónián csak a szűk családi kör vehetett részt, még a főhercegi pár gyermekeit is kizárták onnan. Alfred von Montenuovo, a császár főudvarmestere (Wilhelm von Montenuovo tábornok fia) igyekezett a temetés költségeit is a gyermekekre terhelni, de nem sikerült neki. A ceremónia után július 4-én a holttesteket az artstetteni kastélyban helyezték örök nyugalomra, mivel a császári kriptába Zsófia származása miatt nem kerülhettek be.

## Családja

### Házassága

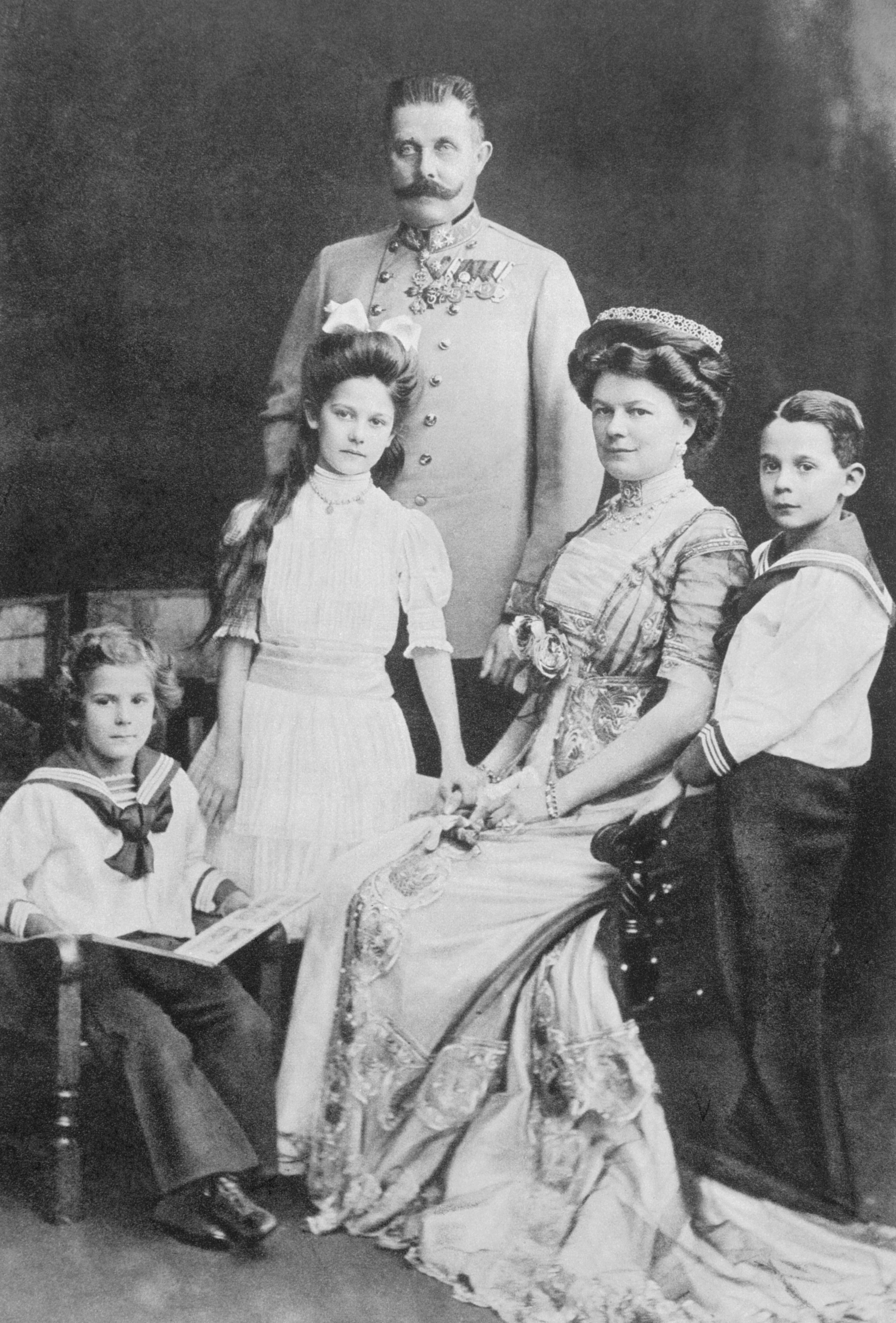
Ferenc Ferdinánd családja társaságában 1910-ben, balra legkisebb gyermeke, Ernő, mellette Zsófia, mellette felesége, Chotek Zsófia és legidősebb fiú gyermeke, Miksa

1900. július 1-jén Ferenc Ferdinánd feleségül vette Chotek Zsófia grófnőt, egy cseh diplomatának, Bohuslaw Choteknek, Chotkowa és Wognin grófjának leányát, aki Izabella főhercegnének, Habsburg–Tescheni Frigyes főherceg feleségének udvartartásához tartozott. Az 1890-es évek közepén Prágában ismerkedtek meg. Az esküvőt a csehországi Reichstadtban tartották. Bár az esküvő napján a császár az asszonyt főnemes hercegnői (Fürstin von Hohenberg) rangra emelte, ennek ellenére csak 1909-ben adta meg neki az uralkodó család nőtagjait megillető hercegnői (Herzogin von Hohenberg) címet, és az ezzel kijáró Fenség („Hoheit”) megszólítás jogát. A Chotekek az egyik legősibb cseh főnemesi családból származtak, a Habsburg-család mégsem tartotta őket saját magukkal azonos rangban születetteknek (azaz „Ebenbürtigkeit”), és I. Ferenc József császár makacsul visszautasította, hogy a grófnő családját a Habsburgokkal azonos rangúnak elismert főnemesi családok sorába emelje. Rosszindulatú udvaroncai emellett a grófnőt egyszerű modorú, száraz, ritkán mosolygó, szolgálatkész, háziasszonyos, szerény és betű szerinti értelemben vett istenfélő személynek tartották. A császár hosszú vonakodás után is csak morganatikus házasság megkötését engedélyezte unokaöccsének, ezt is csak olyan korlátozások mellett, hogy Chotek Zsófia a trónörökös feleségeként sem viselheti a jövendő császárné („die künftige Kaiserin-Gemahlin”) címet, csupán a jövendő császár felesége „(die Gemahlin des künftigen Kaisers”) megjelölést. A császár feltételül szabta azt is, hogy a házasságból születendő gyermekeknek a von Hohenberg családnevet kell viselniük, és ki lesznek zárva a trónöröklésből. A Cseh Királyságban és a Magyar Királyságban viszont a hitvallás tekintetében tolerancia uralkodott, így ha Ferenc Ferdinánd örökölte volna a Monarchia uralkodói trónját, Zsófiából lehetett volna Magyarország és/vagy Csehország királynéja, de Ausztria császárnéja nem.
A Chotek Zsófiával kötött házasság súlyos konfliktust okozott Ferenc Ferdinánd és rokonai között. Ferenc Ferdinánd édestestvérei, Ottó Ferenc főherceg, Ferdinánd Károly főherceg és Margit Zsófia főhercegnő nem is jelentek meg bátyjuk esküvőjén. Csak mostohaanyja, Mária Terézia portugál infánsnő, apja, Károly Lajos főherceg özvegye jött el Mária Annunciáta és Erzsébet Amália főhercegnőkkel, Ferenc Ferdinánd féltestvéreivel. Jellemző, hogy később éppen testvéröccse, az erkölcsprédikátor Ferdinánd Károly főherceg vett feleségül polgári származású leányt, emiatt a Habsburg-család ki is tagadta őt. A Chotek Zsófiával kötött házasság súlyosan megterhelte Ferenc Ferdinánd hivatali kapcsolatát Frigyes főherceggel, a haderő felügyelőjével, a Landwehr parancsnokával, mivel Frigyes felesége, Isabella von Croÿ-Dülmen hercegnő személyes sértésnek vette, hogy a trónörökös az ő leánya helyett annak udvarhölgyét, egy alacsonyabb rangú diplomata leányát választotta.

### Gyermekei
A család a bécsi Belvedere kastélyban lakott. A nyári rezidenciájuk a csehországi Konopischt kastélyban volt (csehül: Konopiště, ma Benešov város része). Ferenc Ferdinánd és Chotek Zsófia házasságából négy gyermek született, akik anyjuk rangját örökölték. A legidősebb fiú Hohenberg uralkodó hercegének címét (Herzog), a többiek az alacsonyabb, nem-uralkodó hercegi címet (Fürst) kapták.
- Zsófia hercegnő (Fürstin von Hohenberg, 1901–1990), aki 1920-ban Friedrich von Nostitz–Rieneck grófhoz (1893–1973) ment feleségül.
- Miksa herceg (Herzog von Hohenberg, 1902–1962), aki 1926-ban Elisabeth von Waldburg–Wolfegg und Waldsee grófnőt vette feleségül.
- Ernő herceg (Fürst von Hohenberg, 1904–1954), aki 1936-ban Marie-Therèse Woodot vette feleségül.
- Egy fiú (halva született */† 1908).

## Emlékezete

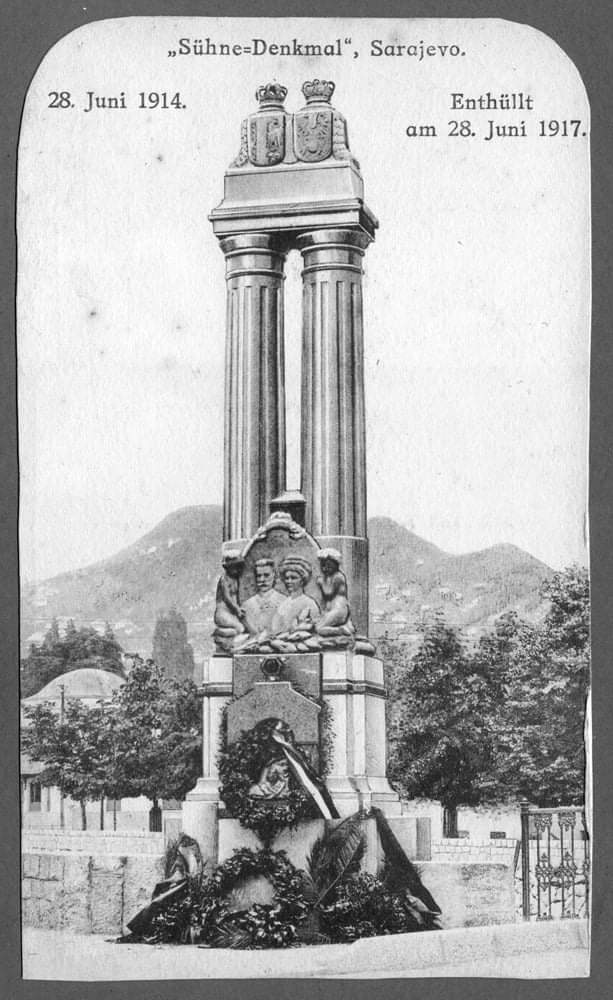
Eredeti emlékműve Szarajevóban

- Szarajevói emlékművét, Bory Jenő székesfehérvári szobrász alkotását 1917. július 29-én avatták fel.[3] 1919-ben a Szerb-Horvát-Szlovén Királyság hatóságai lebontották.
- Az artstetteni kastélyban 1982-ben megnyitották a Ferenc Ferdinánd főherceg múzeumot (Erzherzog-Franz-Ferdinand-Museum).

## Megjelenése a művészetekben
- Az ő nevét viseli a Franz Ferdinand nevű skót rockbanda és annak első debütáló nagylemeze, a 2004-es Franz Ferdinand.[4]
- Redl ezredes, magyar játékfilm, készült 1985-ben, rendezte: Szabó István. Ferenc Ferdinándot Armin Mueller-Stahl német színész alakította. A főherceg „magyarbarátként” való bemutatása művészi fikció.

## Szépirodalmi alkotások
- Bruno Brehm: Így kezdődött. Apis és Este; ford. Fenyő László; Grill, Bp., 1936
- Ludwig Winder: A trónörökös. Történeti regény, 1-2.; ford. Gárdos P. Sándor, bev. Balla Antal; Dante, Bp., 1938 (Korok és hősök regényei)
- Beate Hammond: Ferenc Ferdinánd trónörökös és Chotek Zsófia. Egy nagy szerelem története; ford. Kajtár Mária; Gabo, Bp., 2015 (Királyi házak)